# Phauda horishana
Phauda horishana is een vlinder uit de familie Phaudidae. De wetenschappelijke naam van de soort is voor het eerst geldig gepubliceerd in 1927 door Shonen Matsumura.